# Ludwig Veg
Ludwig Karl Veg (Wenen, 27 december 1922 – Baden, 3 oktober 2000) was een Oostenrijks voetballer en voetbaltrainer.

## Loopbaan
Veg speelde dertien jaar voor Wiener AC en speelde voor het Oostenrijkse B-elftal en de militaire ploeg. Daarnaast was hij werkzaam bij een bank. Hij had z'n trainerslicentie behaald en kwam in 1952 met WAC als speler/trainer in een vriendschappelijk duel uit tegen Maurits. In 1953 werd hij trainer van Maurits dat uitkwam in de Eerste klasse. Bij de invoering van het profvoetbal in Nederland werd Veg trainer van NBVB-club Rapid '54 en na het samengaan van de NBVB en de KNVB van fusieclub Rapid JC. Veg verliet Rapid JC per 1 mei 1956 waardoor hij het behalen van de landstitel in juli misliep. Hij werd trainer van D.F.C. In het seizoen 1957/58 wist Veg met de Dordtse ploeg in thuiswedstrijden ongeslagen te blijven en als derde te eindigden. 
In 1958 ging hij naar Alkmaar '54. Met Alkmaar won Veg in 1960 de Eerste divisie B en promoveerde naar de Eredivisie. Veg trainde tussen 1960 en 1963 Scheveningen Holland Sport (SHS). Hierna keerde hij terug bij Alkmaar '54. Veg wist de inmiddels in de Tweede divisie B spelende ploeg middels het kampioenschap in 1964 terug te brengen naar de Eerste divisie.
In 1965 werd hij trainer van GVAV in de Eredivisie. Met de club behaalde hij zowel in 1966 als in 1968 een zesde plaats in de competitie. In het seizoen 1969/70 bleven de resultaten achter en kwam het tot een conflict tussen Veg en het bestuur onder meer over het spelersbeleid. Eind november 1969 werd hij ontslagen. Begin 1970 ging Veg naar Denemarken waar hij het op het tweede niveau spelende Esbjerg fB ging trainen.
Medio 1971 keerde Veg terug bij D.F.C. Daar vielen de resultaten sterk tegen en in maart 1972 werd hij aan de kant geschoven. Hierop ging Veg naar Duitsland waar hij begin 1973 een cafetaria in Düsseldorf begon. Hij trainde daar het nabij gelegen VfB 03 Hilden. Tussen 1974 en 1976 was Veg in Essen uitbater van een tenniscomplex inclusief de bijbehorende kantine. Hij keerde terug naar Wenen waar hij zijn oude werk op een bank hervatte. Veg overleed in 2000 op 77-jarige leeftijd.